# أيزاياه إل. غرين
أيزاياه إل. غرين (بالإنجليزية: Isaiah L. Green)‏ هو محامي وسياسي أمريكي، ولد في 28 ديسمبر 1761 في الولايات المتحدة، وتوفي في 5 ديسمبر 1841 في نفس البلد. حزبياً، نشط في الحزب الجمهوري الديمقراطي. وقد انتخب عضو مجلس النواب الأمريكي.